# Lista de deputados estaduais do Espírito Santo da 6.ª legislatura
Esta é a lista de deputados estaduais do Espírito Santo para a legislatura 1967–1971. Nas eleições, foram eleitos 43 deputados estaduais.

## Composição das bancadas
| Partido | Líder                 | Bancada | Posição  |
| ------- | --------------------- | ------- | -------- |
| ARENA   | Theodorico Ferraço    | 30 / 43 | Governo  |
| MDB     | José Ignácio Ferreira | 13 / 43 | Oposição |

## Deputados Estaduais
Na disputa pelas 43 cadeiras da Assembleia Legislativa do Espírito Santo a ARENA conquistou 30 vagas e o MDB 13.
| Número | Deputados estaduais eleitos   | Partido | Votação | Percentual | Cidade onde nasceu      | Unidade federativa |
| 11114  | Theodorico Ferraço            | ARENA   | 5.718   | 2,03%      | Cachoeiro de Itapemirim | Espírito Santo     |
| 11851  | Moacir Dalla                  | ARENA   | 5.512   | 1,96%      | Colatina                | Espírito Santo     |
| 15450  | José Ignácio Ferreira         | MDB     | 5.051   | 1,80%      | Vitória                 | Espírito Santo     |
| 11885  | Lúcio Merçon                  | ARENA   | 5.012   | 1,78%      | Muniz Freire            | Espírito Santo     |
| 11790  | Dylio Penedo                  | ARENA   | 4.722   | 1,68%      | Cachoeiro de Itapemirim | Espírito Santo     |
| 11433  | Hilário Toniato               | ARENA   | 4.695   | 1,67%      | Itaguaçu                | Espírito Santo     |
| 11849  | Emir de Macedo Gomes          | ARENA   | 4.692   | 1,67%      | Remanso                 | Bahia              |
| 11636  | Alcino Santos                 | ARENA   | 4.061   | 1,44%      | São Mateus              | Espírito Santo     |
| 11236  | Eli Junqueira                 | ARENA   | 3.965   | 1,41%      | Ecoporanga              | Espírito Santo     |
| 11940  | Danilo Monteiro de Castro     | ARENA   | 3.534   | 1,25%      | Campos dos Goytacazes   | Rio de Janeiro     |
| 15587  | Hugo Borges                   | MDB     | 3.529   | 1,25%      | Serra                   | Espírito Santo     |
| 11904  | Pedro Saleme                  | ARENA   | 3.508   | 1,25%      | Laranja da Terra        | Espírito Santo     |
| 11203  | Pedro Leal                    | ARENA   | 3.423   | 1,22%      | Vila Velha              | Espírito Santo     |
| 15749  | Dailson Laranja               | MDB     | 3.395   | 1,21%      | Ibitirama               | Espírito Santo     |
| 15319  | José Wenceslau de Souza       | MDB     | 3.330   | 1,18%      | Patrocínio              | Minas Gerais       |
| 11962  | José Scardini                 | ARENA   | 3.310   | 1,17%      | Nova Venécia            | Espírito Santo     |
| 11495  | José Carlos da Fonseca        | ARENA   | 3.219   | 1,14%      | São José do Calçado     | Espírito Santo     |
| 11811  | Francisco Schwartz            | ARENA   | 3.177   | 1,13%      | Santa Leopoldina        | Espírito Santo     |
| 15346  | Luiz Batista                  | MDB     | 3.167   | 1,12%      | Ibiraçu                 | Espírito Santo     |
| 15775  | Américo Bernardes da Silveira | MDB     | 3.156   | 1,12%      | Vila Velha              | Espírito Santo     |
| 11909  | Benedito Elias                | ARENA   | 3.130   | 1,11%      | Itapemirim              | Espírito Santo     |
| 11874  | José Moraes                   | ARENA   | 3.123   | 1,11%      | Alegre                  | Espírito Santo     |
| 11750  | Antônio Jacques Soares        | ARENA   | 3.091   | 1,10%      | Itapemirim              | Espírito Santo     |
| 11444  | Celso Francisco Borges        | ARENA   | 3.065   | 1,09%      | Ponto Belo              | Espírito Santo     |
| 15201  | José Rodrigues de Oliveira    | MDB     | 3.049   | 1,08%      | Cariacica               | Espírito Santo     |
| 11302  | José Merçon Vieira            | ARENA   | 2.990   | 1,06%      | Vitória                 | Espírito Santo     |
| 11901  | Nilzo de Almeida Plazzi       | ARENA   | 2.933   | 1,04%      | João Neiva              | Espírito Santo     |
| 11532  | José Carlos Santana           | ARENA   | 2.930   | 1,04%      | Vila Pavão              | Espírito Santo     |
| 15782  | Haylson Lobo Junger           | MDB     | 2.879   | 1,02%      | São Mateus              | Espírito Santo     |
| 15591  | Wallace Vieira Borges         | MDB     | 2.826   | 1,00%      | Vitória                 | Espírito Santo     |
| 11664  | Gustavo Wernersbach           | ARENA   | 2.820   | 1,00%      | Domingos Martins        | Espírito Santo     |
| 11998  | Oscar de Almeida Gama         | ARENA   | 2.813   | 1,00%      | Alegre                  | Espírito Santo     |
| 11136  | Jamil de Castro Zonaim        | ARENA   | 2.724   | 0,97%      | Baixo Guandu            | Espírito Santo     |
| 15422  | Mikeil Chequer                | MDB     | 2.724   | 0,97%      | Manhuaçu                | Minas Gerais       |
| 11959  | João Manoel Meneghelli        | ARENA   | 2.698   | 0,96%      | Santa Teresa            | Espírito Santo     |
| 11216  | Manoel de São Martinho        | ARENA   | 2.660   | 0,94%      | Águia Branca            | Espírito Santo     |
| 11881  | Vicente Silveira              | ARENA   | 2.577   | 0,91%      | Bom Jesus do Norte      | Espírito Santo     |
| 11398  | Henrique Pretti               | ARENA   | 2.498   | 0,89%      | Santa Teresa            | Espírito Santo     |
| 11155  | Edson Machado                 | ARENA   | 2.497   | 0,89%      | Caratinga               | Minas Gerais       |
| 11793  | Walter Bersan                 | ARENA   | 2.436   | 0,86%      | Itapemirim              | Espírito Santo     |
| 15646  | Henrique Gustavo Bucher       | MDB     | 2.264   | 0,80%      | Itaguaçu                | Espírito Santo     |
| 15106  | Hélio Machado de Miranda      | MDB     | 2.095   | 0,74%      | Itarana                 | Espírito Santo     |
| 15160  | Waldir Alves                  | MDB     | 2.067   | 0,73%      | Jerônimo Monteiro       | Espírito Santo     |